# Вудвілл (Огайо)
Вудвілл (англ. Woodville) — селище (англ. village) в США, в окрузі Сендаскі штату Огайо. Населення — 2006 осіб (2020).

## Географія
Вудвілл розташований за координатами 41°27′3″ пн. ш. 83°21′50″ зх. д. / 41.45083° пн. ш. 83.36389° зх. д. (41.450935, -83.363842).  За даними Бюро перепису населення США в 2010 році селище мало площу 3,43 км², уся площа — суходіл.

## Демографія
Згідно з переписом 2010 року, у селищі мешкало 2135 осіб у 850 домогосподарствах у складі 581 родини. Густота населення становила 622 особи/км².  Було 894 помешкання (261/км²).
Расовий склад населення:
| - 96,3 % — білих - 0,8 % — азіатів - 0,3 % — чорних або афроамериканців - 0,1 % — корінних американців - 1,8 % — осіб інших рас |

До двох чи більше рас належало 0,8 %. Частка іспаномовних становила 6,0 % від усіх жителів.
За віковим діапазоном населення розподілялося таким чином: 25,5 % — особи молодші 18 років, 59,1 % — особи у віці 18—64 років, 15,4 % — особи у віці 65 років та старші. Медіана віку мешканця становила 39,1 року. На 100 осіб жіночої статі у селищі припадало 95,0 чоловіків;  на 100 жінок у віці від 18 років та старших — 92,1 чоловіків також старших 18 років.
Середній дохід на одне домашнє господарство  становив 63 682 долари США (медіана — 50 037), а середній дохід на одну сім'ю — 77 972 долари (медіана — 71 667). За межею бідності перебувало 9,6 % осіб, у тому числі 11,6 % дітей у віці до 18 років та 5,4 % осіб у віці 65 років та старших.
Цивільне працевлаштоване населення становило 1062 особи. Основні галузі зайнятості: освіта, охорона здоров'я та соціальна допомога — 32,2 %, виробництво — 11,6 %, мистецтво, розваги та відпочинок — 10,5 %, будівництво — 10,0 %.